# Dp
dp (także dip od ang. density independent pixel) – jednostka wirtualna, zalecana przy tworzeniu układu interfejsu użytkownika w systemach Android. Jednostką tą wyraża się wymiary i położenie w sposób niezależny od gęstości pikseli (dpi).
Jeden dp jest równoważny jednemu fizycznemu pikselowi na ekranie o gęstości 160 dpi w Material Design, która jest bazową gęstością przyjętą przez system dla ekranów o średniej (ang medium) gęstości. W czasie wykonywania system w sposób niewidoczny skaluje jednostki dp w zależności od gęstości ekranu.
Konwersja jednostek dp z Material Design odbywa się według następującego wzoru:
{\displaystyle px=dp*(dpi/160)}
Przykładowo na ekranie o gęstości 240 dpi, 1dp jest równy 1,5 fizycznego piksela. Ponieważ dp jest jednostką długości, może być wyrażona w tradycyjnych jednostkach. 1dp w Material Design jest równy 1/160 cala lub 0.15875mm. 